# Toledo Bend Reservoir
Das Toledo-Bend-Reservoir ist ein Stausee am Sabine River in Texas und Louisiana. Der See hat eine Fläche von 749 km² und ist damit die größte menschengemachte Wasserfläche im Süden der USA und die fünftgrößte in den gesamten USA (nach Lake Powell, Lake Sakakawea, Lake Oahe und Fort Peck Lake). Das Wasserkraftwerk hat eine Leistung von 92 Megawatt. Der Damm steht in der nordwestlichen Ecke des Newton County in Texas und in Louisiana. Der Zweck der Anlage sind Wasserversorgung, Wasserkrafterzeugung und Erholung.

## Bau der Talsperre
1949 wurde für das Projekt die Sabine River Authority of Texas gegründet und 1950 die Sabine River Authority, State of Louisiana.
1959 stellten die beiden Staaten 30 Millionen Dollar zur Verfügung. Das Land wurde 1963 erworben, die Bauarbeiten begannen 1964. Die Massman-Johnson Construction Company war Generalunternehmer. Am Ende (1969) hatte Texas geschätzte $70 Millionen bezahlt. Der Damm wurde von den beiden Staaten ohne Hilfe der föderalen Regierung gebaut.
Im Oktober 1966 begann der Wasseraufstau, das Kraftwerk begann 1969 mit seinem Betrieb.
Der Stausee Toledo Bend hat eine Uferlinie von ca. 2000 km Länge und bietet sehr viele Gelegenheiten zur Erholung durch Wassersport, Fischerei und andere Aktivitäten.